# Leptacis aramis
Leptacis aramis är en stekelart som beskrevs av Lubomir Masner 1960. Leptacis aramis ingår i släktet Leptacis och familjen gallmyggesteklar. Inga underarter finns listade i Catalogue of Life.